# Сукрутин, Максим Александрович
Максим Александрович Сукрутин (род. 29 сентября 1987) — российский футболист (защитник, полузащитник), игрок в пляжный футбол (универсал).

## Биография
Воспитанник саратовских спортивных школ «Сокур», СДЮШОР «Сокол», первый тренер Николай Михайлович Погорелов.
В 2005—2006 годах играл в первенстве ЛФЛ за «Салют» Саратов.
В 2006 году провёл два матча в первом дивизионе за «Ладу» Тольятти, в следующем году во втором дивизионе сыграл пять матчей. В 2007—2010 годах во втором дивизионе сыграл 59 матчей, забил два гола за «Сокол» Саратов, в большинстве игр выходил на замену во второй половине второго тайма.
В 2012—2013 годах в составе мурманского «Севера» провёл 32 матча, забил два гола.
С 2013 года играет в пляжный футбол за клубы «Ротор-Волгоград» (2013—2014), «Золотой» (2015), «Дельта» (с 2016).
Участник Кубка европейских чемпионов 2017 (4 место).